# 克拉默霍夫
克拉梅罗夫是德国梅克伦堡-前波莫瑞州的一个市镇。总面积17.91平方公里，总人口1782人，其中男性929人，女性853人（2011年12月31日），人口密度99人/平方公里。